# 洪湖县
洪湖县，中华人民共和国旧县名，今洪湖市前身。
1952年由沔阳县析置洪湖县。治所在今湖北省洪湖市新堤街道。隶属于湖北省荆州专区。1970年，属于湖北省荆州地区。1987年撤销洪湖县，改设洪湖市。